# Дю Боск, Адриан Жан-Батист Амабль Рамон
Адриан Жан-Батист Амабль Рамон дю Боск Дютайи (фр. Adrien Jean-Baptiste Amable Ramon du Bosc Dutaillis; 1760 — 1851) — французский военный деятель, дивизионный генерал (29 июня 1807 года), граф Дютайи и Империи (декрет от 19 марта 1808 года, патент подтверждён 23 мая 1808 года), участник революционных и наполеоновских войн.

## Биография
Выходец из дворянской семьи, он служил в армии ещё до революции, затем вышел в отставку. Однако с началом революционных событий стал сначала офицером Национальной гвардии Парижа, а затем капитаном в 14-м батальоне лёгкой пехоты.
В 1793 году был уволен из армии как роялист, но восстановлен в 1795 году.
Во время итальянской кампании Бонапарта Дютайи стал адъютантом генерала Бертье. В Италии начинается его блистательная карьера. Он стал командиром батальона в 1796 году, полковником — в 1797 году. Работая в различных штабах, он получает назначения начальника штаба корпуса Нея и одновременно звание бригадного генерала в 1803 году, с 6-м корпусом Великой Армии генерал Дютайи прошёл кампании 1805, 1806 и 1807 годов. Как совершенно точно рассказывает мемуарист, Дютайи потерял руку во время рекогносцировки 6 июня 1807 года под Гуттштадтом. Зато через несколько дней он получил награду в виде звания дивизионного генерала, а ещё через год Дютайи получает титул графа и ренту в 30 000 франков.
В 1812 года Дютайи стал комендантом Варшавы, а затем — комендантом Торгау. Последнюю крепость Дютайи упорно оборонял и сдал её только 17 ноября 1813 года. Был в плену до 1814 года, затем вернулся во Францию и вышел в отставку в 1815 году.

## Воинские звания
- капитан (3 августа 1791 года);
- командир батальона (16 апреля 1795 года);
- командир бригады (13 июня 1797 года);
- полковник штаба (7 января 1801 года);
- бригадный генерал (29 августа 1803 года);
- дивизионный генерал (29 июня 1807 года).

## Награды
- Легионер ордена Почётного легиона (16 октября 1803 года);
- Командан ордена Почётного легиона (14 июня 1804 года);
- Великий офицер ордена Почётного легиона (29 апреля 1834 года);
- Кавалер ордена Железной короны (17 июля 1809 года, Италия);
- Кавалер ордена Святого Людовика (1814 год);
- Командор военного ордена Максимилиана Иосифа (1810 год, Бавария).